# Mas de les Esplugues
El Mas de les Esplugues és una obra de Querol (Alt Camp) inclosa a l'Inventari del Patrimoni Arquitectònic de Catalunya.

## Descripció
El mas de les Esplugues està situat a la part nord de Querol, al Clot de la Vall, a prop de Cal Valldecerves. El conjunt és format per dos cossos principals perpendiculars, de planta rectangular i coberta de teula a dues vessants, i altres construccions auxiliars. En general les obertures són rectangulars.

## Història
Els actuals propietaris del mas de les Esplugues desconeixen l'origen i l'antiguitat de l'edifici. Encara es manté la funció agrícola original.